# Sumet Promna
Sumet Promna  (né le 9 janvier 1956) est un athlète thaïlandais, spécialiste du sprint.

## Biographie
Il remporte la médaille d'or du 200 m lors des championnats d'Asie 1983, à Tokyo après avoir décroché l'argent lors de l'édition précédente en 1981.

### Palmarès
| Date | Compétition         | Lieu   | Résultat | Épreuve | Performance |
| ---- | ------------------- | ------ | -------- | ------- | ----------- |
| 1981 | Championnats d'Asie | Tokyo  | 3e       | 100 m   | 10 s 74     |
| 1981 | Championnats d'Asie | Tokyo  | 2e       | 200 m   | 21 s 16     |
| 1983 | Championnats d'Asie | Koweït | 2e       | 100 m   | 10 s 52     |
| 1983 | Championnats d'Asie | Koweït | 1er      | 200 m   | 21 s 39     |

### Records
| Épreuve | Performance | Lieu     | Date              |
| ------- | ----------- | -------- | ----------------- |
| 100 m   | 10 s 36     | Djakarta | 16 septembre 1987 |
| 200 m   | 20 s 99     | Djakarta | 18 septembre 1987 |